# Hérissart
Hérissart là một xã ở tỉnh Somme, vùng Hauts-de-France, Pháp. Xã này có diện tích 7,39  km², dân số theo điều tra năm 1999 là 494 người. Khu vực này có độ cao trung bình 185 m trên mực nước biển.
Thị trấn này tọa lạc tại giao lộ của các đường D60 và đường D114, khoảng 14 dặm Anh về phía đông bắc của Amiens.

## Dân số
| 1962                                                         | 1968 | 1975 | 1982 | 1990 | 1999 |
| ------------------------------------------------------------ | ---- | ---- | ---- | ---- | ---- |
| 412                                                          | 412  | 463  | 512  | 510  | 494  |
| Số liệu điều tra dân số từ năm 1962, dân số không tính trùng |      |      |      |      |      |